# Joseph von Hessen-Rotenburg
Joseph von Hessen-Rotenburg (* 23. September 1705 in Langenschwalbach; † 24. Juni 1744 auf Schloss Rotenburg) war Erbprinz und Thronfolger der Landgrafschaft Hessen-Rotenburg.

## Leben

### Herkunft und Familie
Joseph von Hessen-Rotenburg wurde als ältestes Kind des Landgrafen Ernst Leopold II. von Hessen-Rotenburg (1684–1749) und dessen Gemahlin Eleonore Maria Anna von Löwenstein-Wertheim (1686–1753) geboren und wuchs zusammen mit seinen Geschwistern
- Polyxena Christina Johannetta (1706–1735) ⚭ 1724 König Karl Emanuel III. von Sardinien
- Alexander (1710–1739), gefallen in der Schlacht bei Grocka
- Eleonora Philippina (1712–1759), ⚭ 1731 Pfalzgraf Johann Christian zu Sulzbach
- Caroline (1714–1741), ⚭ 1728 Prince Louis IV. Henri de Condé
- Konstantin (1716–1778), Landgraf von Hessen-Rheinfels-Rotenburg
- Christine (1717–1778) ⚭ 1740 Prinz Ludwig Viktor von Savoyen-Carignan (1721–1778) und
- Maria Louise (1729–1800), ⚭ Fürst Maximilian zu Salm-Salm (1732–1773)

auf.
Joseph heiratete am 9. März 1726 im Schloss Anholt Christine von Salm (Tochter des Ludwig Otto zu Salm (1674–1738) und Albertine Jeannette (Johannette) Catherine Françoise von Nassau-Hadamar (1679–1716)). Aus der Ehe gingen drei Töchter und ein Sohn hervor, von denen nur zwei Töchter das Erwachsenenalter erreichten. Viktoria (1728–1792) war mit dem französischen Staatsmann Charles de Rohan verheiratet.

### Wirken
Joseph studierte zunächst an der Universität Fulda und setzte sein Studium zusammen mit seinem Bruder Alexander an der Akademie in Lunéville fort. 1720 wurde er durch Maximilian II. Emanuel von Bayern zum Rittmeister ernannt und war sechs Jahre später Obrist im bayerischen Kürassierregiment Graf Toerring. 1730 erhielt er den Bayerischen St. Georgsorden.
Joseph starb 1744 im Schloss Rotenburg, drei Jahre vor dem Tod seines Vaters. Er wurde in der Minoritenkirche Fritzlar beigesetzt.